# Districte de Banat Central

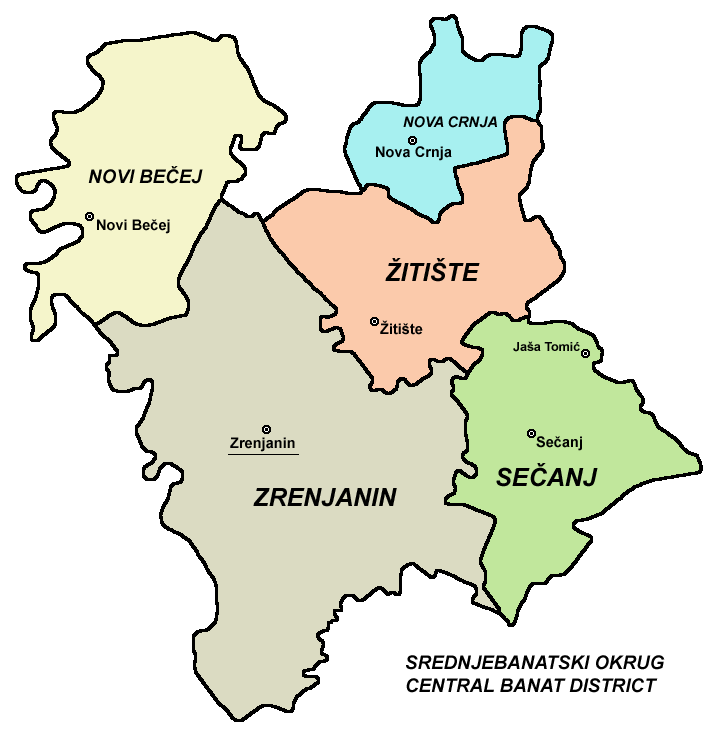
Mapa del districte

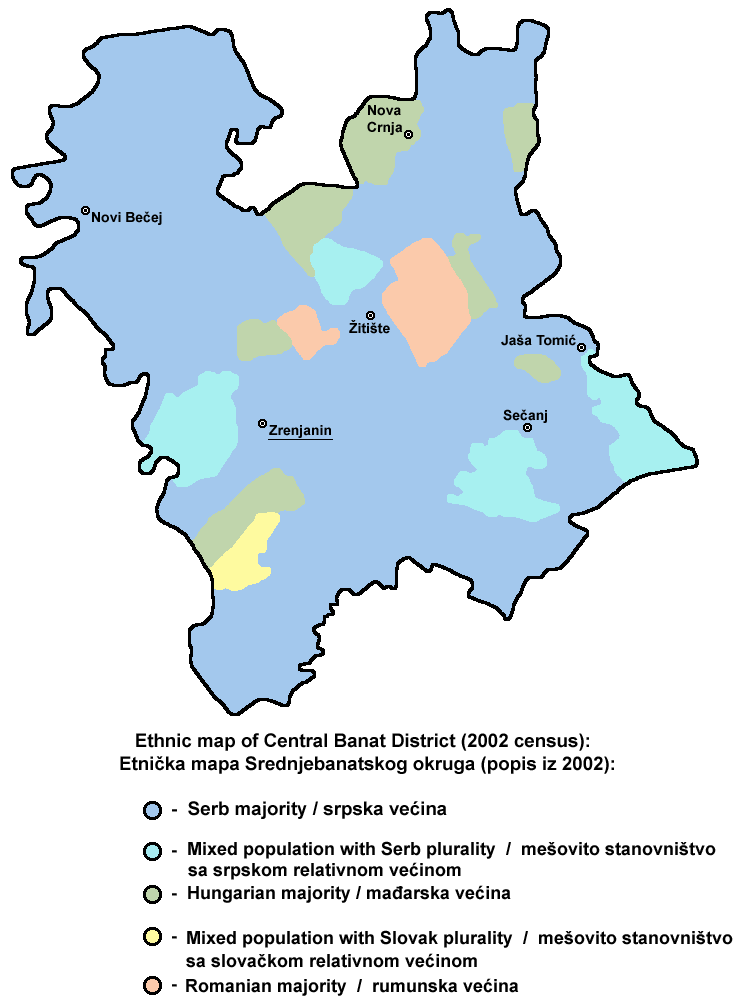
Mapa ètnic del districte (cens del 2002)

El Districte de Banat Central (en serbi:Средњебанатски округ/Srednjebanatski okrug) és un districte de Sèrbia situat al nord-est del país. Es troba a la regió geogràfica del Banat, a la província autònoma de la Voivodina. Té una població de 187.667 habitants, i la seva seu administrativa es troba a Zrenjanin

## Nom
En serbi el districte es coneix com a Srednjebanatski okrug o Средњебанатски округ, en croat com a Srednjebanatski okrug, en hongarès com a Közép-bánsági körzet, en eslovac com a Sredobanátsky okres, en romanès com a Districtul Banatul Central, i en rutè com a Стредобанатски окрух.

## Municipis
El districte està format pels següents municipis:
- Novi Bečej
- Nova Crnja
- Žitište
- Sečanj
- Zrenjanin

## Demografia
Segons l'últim cens oficial, de l'any 2011, el districte de Banat Central té 187.667 habitants. La composició ètnica del districte és la següent:
| Grup ètnic | Població         |
| ---------- | ---------------- |
| Serbis     | 134.264 (71,54%) |
| Hongaresos | 23.550 (12,55%)  |
| Gitanos    | 7.267 (3,87%)    |
| Romanesos  | 4.214 (2,24%)    |
| Eslovacs   | 2.135 (1,14%)    |
| Iugoslaus  | 769 (0,4%)       |
| Altres     | 15.468           |
| Total      | 187.667          |

## Esglésies
Al districte de Banat Central s'hi troben diversos edificis religiosos destacats, com l'Església Ortodoxa de l'Assumpció de 1746, l'església catòlica d'Arač del segle xiii, la catedral catòlica del segle 1868 i l'església reformista de 1891.
Nota: Tot el material oficial editat pel Govern de Sèrbia és públic per llei. La informació s'ha extret de srbija.gov.rs.